# Першудчев Іван Гаврилович

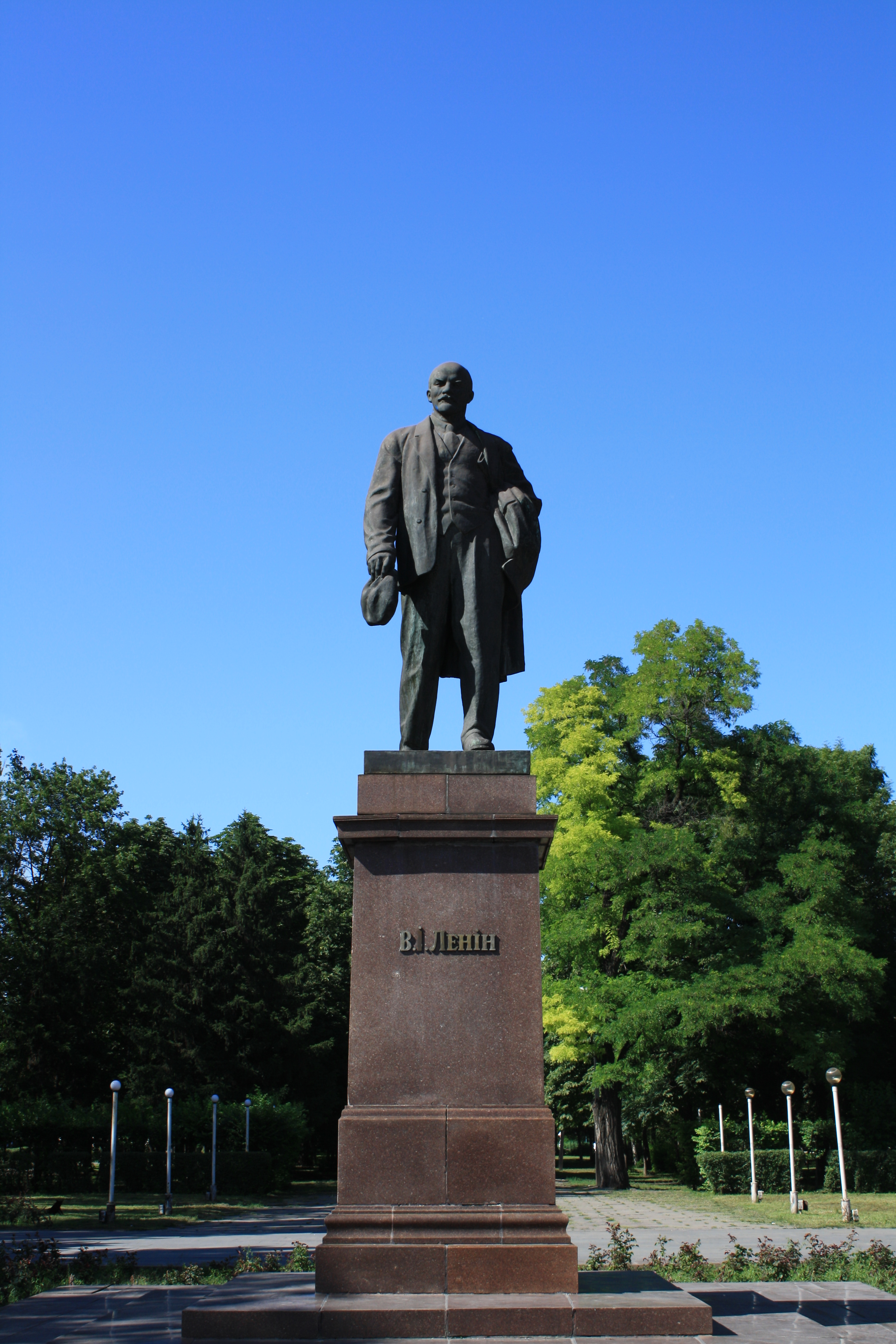
Памятник Леніну, Дніпродзержинськ

Іван Гаврилович Першудчев (30 жовтня 1915, Кам'янське — 1987) — заслужений художник РРФСР, один зі скульпторів, твори якого увійшли до золотого фонду радянського мистецтва. Галерея скульптурних портретів героїв Великої Вітчизняної війни, пам'ятники, що увічнюють військові подвиги, широко відомі і в Україні, і за кордоном.

## Біографія
Родом із міста Кам’янське (за радянських часів — Дніпродзержинськ), син потомственого робітника-металурга, почав захоплюватися ліпленням ще підлітком. Вчився в Дніпропетровському художньому училищі, потім у Всеросійській Академії мистецтв у В. В. Богатирьова та М. Г. Манізера.
Війна застала за роботою по скульптурному оформлення вокзалу Саранська. Добровольцем пішов в армію і рядовим воював на підступах до Москви під Малоярославцем і Нарофомінськом. Після лікування в госпіталі, будучи солдатом, працює скульптором у діючих частинах Червоної Армії. У 1943 році на Воронезькому фронті виконує перший портрет — командира авіаційного полку штурмовиків Героя Радянського Союзу П. Ф. Сиченко. Тоді у нього народилася ідея створення галереї скульптурних портретів героїв воїни. Між найвдаліших і портрет сержанта М. Борисова, що винищив на Курській дузі сім фашистських «тигрів». На перший погляд обличчя бійця нічим не було примітне, але скульптор побачив у вольових складках губ, у відкритому і рішучому погляді яскравий прояв мужнього характеру. «Це були воістину чудо-богатирі, — записав в щоденнику Першудчев, — прості, сердечні, мирні люди, часом непоказні на вигляд, до того ж скромні, часто зовсім молоді. Пам'яті життя-подвигу рядового радянської людини, солдата світу, я і присвятив свою працю військового художника, скульптора-солдата».
До 1944 намалював портрети генералів С. А. Ковпака і О. Ф. Федорова, М. Ю. Катукова, санінструктора Марії Щербаченко, лейтенанта десантника В. С. Чергіна і командира розвідувального взводу Любові Карцевої. Навесні 1945 року створені бюсти льотчиків-винищувачів тричі Героя Радянського Союзу О. І. Покришкіна і двічі Героя Радянського Союзу Д. Б. Глінки; Героїв Радянського Союзу Аркадія Федорова та Андрія Труда.
Хрестоматійне значення мали образи радянських воїнів, що підняли прапор Перемоги над рейхстагом — сержантів М. О. Єгорова, М. В. Кантарія, а також учасника штурму рейхстагу майора А. В. Соколовського, вони ніби вихоплені автором з бою. Пом'яті гімнастерки зі слідами тривалих походів здаються запиленими і просоченими потом. Складки їх і в бронзі вільні і по-своєму красиві. Певна незавершеність аксесуарів, що передає трепет самого життя, підсилює враження від портретів героїв, незмінно займають почесне місце на багатьох всесоюзних виставках.
У роботах Першудчева немає зовнішньої, помітної ефектності. Композиційно будуються дуже просто, але в простоті постає висока краса життєвої правди. Індивідуальний характер людини передається точними і лаконічними засобами, без зайвої деталізації. Щоразу, перш ніж взятися за різець, Іван Гаврилович в численних малюнках, зроблених сангіна, пером або вугіллям, наполегливо шукає саме виразне, саме типове, що дозволяє йому виконати «надзавдання» мистецтва, передати внутрішній духовний світ людини.
У післявоєнні роки Першудчев у пам'ятках і монументах досягає широких і художньо-яскравих узагальнень. Серед найзначніших робіт — меморіали у Відні та Берліні (у парку Шенхольцер Хайде, район Панков), пам'ятники В. І. Леніну, Ф. Е. Дзержинському в Дніпродзержинську, Г. І. Котовському в Кишиневі (виконаний у співдружності з іншими авторами).
Для Першудчева характерна творча багатогранність. Поряд з роботою над скульптурними портретами і пам'ятниками він проявив себе й майстром монументально-декоративної пластики: наскрізні рельєфи — огорожу в'їзду на греблю Середньодніпровської ГЕС; скульптури органічно ввійшли в архітектурні ансамблі санаторіїв в Гагрі та Цхалтубо, пам'ятник-музей на честь визволення Києва в селі Нові Петрівці.
Творчість Першудчева тісно пов'язана з життям і працею земляків. Ось чому передусім саме в Кам'янському він виступає з творчим звітом-виставкою, прикрашає рідне місто, працюючи спільно з місцевими умільцями — заводськими ливарниками.
У багатьох містах СРСР і за кордоном були показані персональні виставки майстра. Всі вони пройшли з великим успіхом, у пресі з'явилися статті з високою оцінкою творчості Першудчева.

## Скульптури
- Пам'ятник Вічної Слави (Київ);
- Кладовище-пам'ятник воїнам Радянської армії (Берлін);
- Проект під девізом «народам-богатирям» автори — професор Заболотний, арх. Георгієв, Єжов, Зарецький, Савченко, Скугарев; скульптори Н. Гаркуша, І. Коломієць, І. Першудчев (Академія архітектури УРСР, Київ);
- Донецьк, міст через річку Кальміус по проспекту Ілліча (скульптори — І. Першудчев, А. Постол, Л. Райзман, Н. Мухатаєва);
- Кам'янське, пам'ятник Леніну та Дзержинському.